# 兆康苑巴士總站

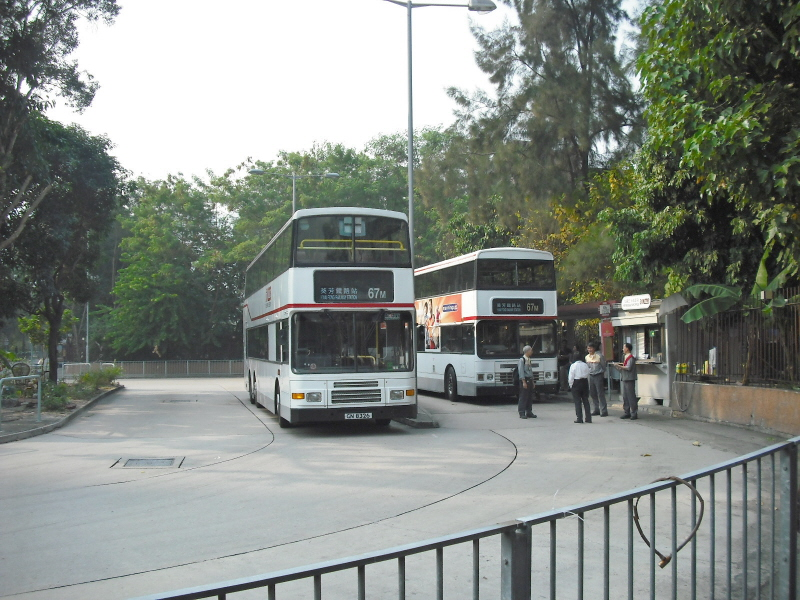
兆康苑巴士總站

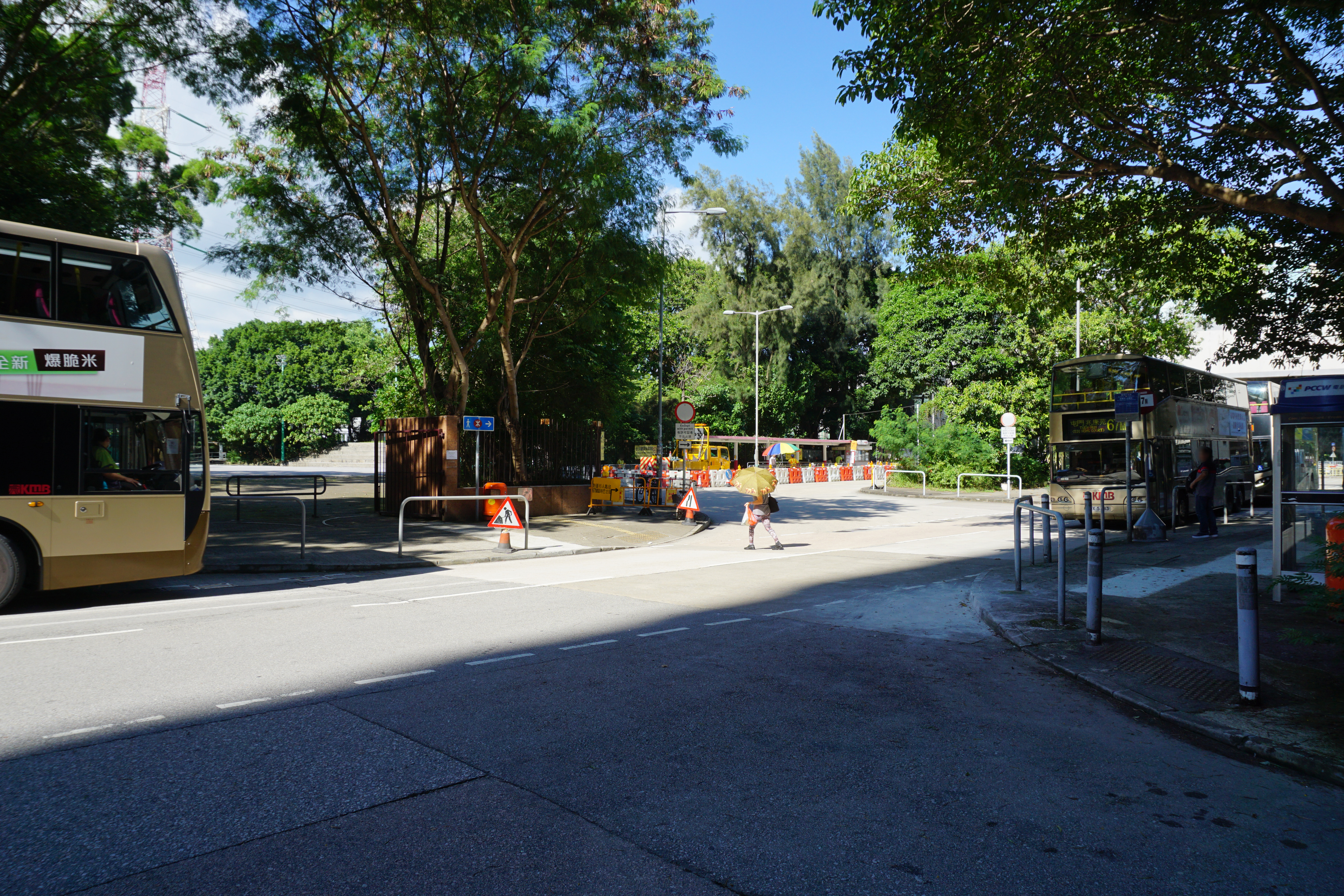
因應工程，67M候車位置臨時遷往對面（2017年）

兆康苑總站（英文：Siu Hong Court Bus Terminus）位於香港屯門兆康路兆康苑內，鄰近港鐵屯馬綫兆康站及輕鐵兆康站，現時有5條巴士路線以此處為總站。

## 歷史
- 1983年5月16日：67M線投入服務。
- 1985年1月13日：67M線遷往兆康路近兆泰閣總站。
- 1985年4月21日：59B線投入服務，收費$1.1。
- 1987年9月6日：九廣鐵路公司輕便鐵路部接辦九巴59B線，1988年9月25日起取消。
- 1988年9月25日：67X線投入服務。
- 1991年4月8日：267S線投入服務。
- 2005年9月24日：260A線投入服務。
- 2009年10月18日：260A線取消。

## 總站路線資料

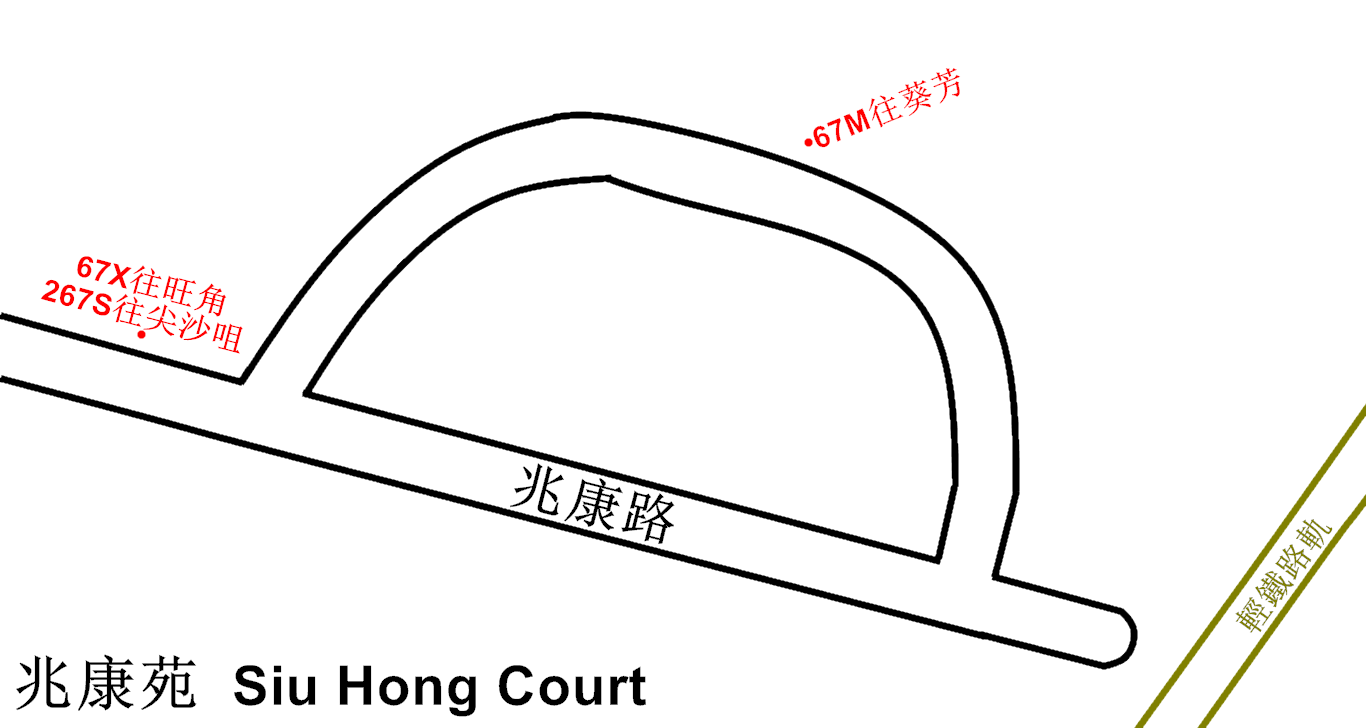
兆康苑巴士總站平面圖

### 九龍巴士67M線
- 屯門（兆康苑） ↔ 葵芳站

是由九龍巴士營運的一條路線，提供兆康苑、富泰、景峰花園及華都花園往來荃灣及葵涌的巴士服務。於1983年5月16日起配合兆康苑落成而投入服務。

### 九龍巴士67X線
- 屯門（兆康苑） ↔ 旺角東站

是由九龍巴士營運的一條路線，提供兆康苑、屯門東北及華都花園往來長沙灣及旺角的巴士服務。於1988年9月25日起投入服務。

### 九龍巴士260R線
- 香港體育館 → 屯門（兆康苑）

### 九龍巴士261P線
- 屯門（兆康苑） ↔ 上水（天平）

### 九龍巴士267X線
- 屯門（兆康苑） ↔ 藍田站

是由九龍巴士營運的一條路線，提供屯門兆康苑、富泰、景峰花園、新墟及華都花園往來黃大仙、新蒲崗、彩虹、九龍灣至觀塘市中心，只於平日繁忙時間提供特快服務。於2016年10月31日起投入服務。

## 鄰近地點
- 兆康苑
- 兆康商場